# Kaiya Jota
Kaiya Rose Flintham Jota (* 2. Mai 2006 in Baldwin Park, Kalifornien) ist eine in den USA geborene philippinische Fußballtorhüterin.

## Karriere

### Vereine
Nach mehreren kleineren Klubs ist sie derzeit in der Jugend des LA Breakers FC beheimatet.

### Nationalmannschaft
Durch ihren Vater ist sie für die philippinischen Nationalmannschaft spielberechtigt. Für diese wurde sie im September 2022 zu einem Trainingslager eingeladen. Da sie aber noch keinen philippinischen Pass erhalten hatte, konnte sie in dem darauffolgenden Spiel gegen Neuseeland nicht eingesetzt werden. Einen Monat später folgte dann auch die erste Teilnahme an einem solchen, wobei sie auch hier noch ohne Einsatz verblieb. Ein paar Monate später war es dann so weit und sie kam im Dezember des Jahres beim 9:0-Freundschaftsspielsieg über Papua-Neuguinea zur zweiten Halbzeit für Olivia McDaniel ins Spiel.
Am 9. Juli 2023 wurde sie dann für den Kader bei der Weltmeisterschaft 2023 nominiert.